# 914-es busz (Budapest)
A budapesti 914-es jelzésű éjszakai autóbusz a Dél-pesti autóbuszgarázs és Káposztásmegyer, Mogyoródi-patak között közlekedik. A járatot a Budapesti Közlekedési Zrt. üzemelteti. Összehangoltan jár a 950-es jelzésű autóbuszjárattal.
Többek között a nappali 36-os és 136E busz, az 50-es villamos, az M3-as metró és a 14-es villamos útvonalát, vagy azok egyes részeit fedi le. 914A jelzéssel betétjárata is közlekedik Újpest-központ és a Határ út között.

## Története
A 914-es járat 2005. szeptember 1-jén jött létre a 14É busz helyett, amikor a BKV átszervezte az éjszakai közlekedést. A járat akkor a Káposztásmegyer, Megyeri út és a Dél-pesti autóbuszgarázs között közlekedett. 2009 júniusában a káposztásmegyeri végállomás a Megyeri úttól a Mogyoródi-patakhoz került át. Ekkortól jár a 914A jelzésű betétjárat is. 2012. szeptember 14-étől Káposztásmegyer felé az útvonala kissé módosult, a járat a István út – Görgey Artúr út – Kiss Ernő utca helyett az István út – Görgey Artúr út – Szent Imre utca útvonalon közlekedik.
2019 szilveszteréről 2020-ra virradóan az M3-as metró éjszakai üzeme miatt megosztott útvonalon közlekedett: északi részén a Nyugati pályaudvar és Káposztásmegyer, déli felén pedig a Nagyvárad tér és a Dél-pesti autóbuszgarázs között üzemelt.
2024. május 2-án üzemkezdettől Káposztásmegyer felé megáll az Albert Flórián úton kialakított új megállóhelyen is.

## Útvonala
| Káposztásmegyer, Mogyoródi-patak felé |
| Dél-pesti autóbuszgarázs vá. – Méta utca – Cziffra György utca – Kele utca – Kinizsi Pál utca – Barta Lajos utca – Csapó utca – Darányi Ignác utca – Üllői út – Könyves Kálmán körút – Albert Flórián út – Nagyvárad tér – Üllői út – Kálvin tér – Múzeum körút – Károly körút – Deák Ferenc tér – Bajcsy-Zsilinszky út – Podmaniczky utca – Teréz körút – Nyugati tér – Váci út – Lehel tér – Lehel utca – Béke tér – Béke utca – aluljáró – Pozsonyi utca – István út – Görgey Artúr út – Szent Imre utca – Szent László tér – Leiningen Károly utca – Iglói utca – Sporttelep utca – Óceánárok utca – Külső Szilágyi út – Homoktövis utca – Káposztásmegyer, Mogyoródi-patak vá. |
| Dél-pesti autóbuszgarázs felé |
| Káposztásmegyer, Mogyoródi-patak vá. – Homoktövis utca – Külső Szilágyi út – Óceánárok utca – Sporttelep utca – Iglói utca – Leiningen Károly utca – Szent László tér – Szent Imre utca – Rózsa utca – Árpád út – István út – Pozsonyi utca – aluljáró – Béke utca – Béke tér – Lehel utca – Váci út – Nyugati tér – Teréz körút – Podmaniczky utca – Bajcsy-Zsilinszky út – Deák Ferenc tér – Károly körút – Múzeum körút – Kálvin tér – Üllői út – Nagyvárad tér – Orczy út – Elnök utca – Könyves Kálmán körút – Üllői út – Margó Tivadar utca – Kele utca – Cziffra György utca – Méta utca – Dél-pesti autóbuszgarázs vá.                                                      |

## Megállóhelyei
Az átszállási kapcsolatok között a Határ út és Újpest-központ között azonos útvonalon közlekedő 914A busz nincs feltüntetve.
| 0  | Dél-pesti autóbuszgarázs végállomás         | 70 | 923, 948, 980, 994, 994B, 999                                                                                            |
| 0  | Besence utca                                | 69 | 980, 999 |
| 1  | Ipacsfa utca                                | 68 | 980 |
| 2  | Szent Lőrinc-telep                          | 68 | |
| 3  | Fiatalság utca                              | ∫  | |
| 4  | Barta Lajos utca                            | ∫  | |
| 4  | Kondor Béla sétány                          | ∫  | |
| 5  | Vörösmarty Mihály utca                      | ∫  | |
| 6  | Dembinszky utca                             | ∫  | |
| ∫  | Kinizsi Pál utca                            | 67 | |
| ∫  | Baross utca                                 | 66 | |
| ∫  | Havanna utca                                | 65 | |
| 8  | Margó Tivadar utca                          | 64 | 950, 950A |
| 9  | Tinódi utca                                 | 63 | 950, 950A |
| 9  | Lajosmizsei sorompó                         | 62 | 950, 950A |
| 10 | Villanytelep                                | 62 | 950, 950A |
| 11 | Árpád utca                                  | 61 | 950, 950A |
| 11 | Fő utca                                     | 60 | 950, 950A |
| 12 | Kossuth tér (↓) Kispest, Kossuth tér (↑)    | 59 | 909, 950, 950A, 968 |
| 12 | Lehel utca                                  | 57 | 950, 950A |
| 13 | Nyáry Pál utca                              | 56 | 950, 950A |
| 15 | Határ út M                                  | 55 | 200E 950, 950A, 966, 999                                                                                                 |
| 15 | Száva kocsiszín                             | 54 | 950, 950A, 999 |
| 16 | Pöttyös utca M                              | 53 | 950, 950A, 999 |
| 17 | Ecseri út M                                 | 52 | 950, 950A |
| 19 | Népliget M                                  | 50 | 901, 918, 950, 950A |
| 21 | Albert Flórián út                           | ∫  | 901, 918, 950, 950A |
| ∫  | Szenes Iván tér                             | 48 | 950, 950A |
| 23 | Nagyvárad tér M                             | 47 | 950, 950A |
| 25 | Semmelweis Klinikák M                       | 45 | 950, 950A |
| 27 | Corvin-negyed M                             | 43 | 6 923, 934 (hétvége hajnalban), 950, 950A, 979, 979A                                                                     |
| ∫  | Köztelek utca                               | 43 | 934 (hétvége hajnalban), 950, 950A, 979, 979A                                                                            |
| 29 | Kálvin tér M                                | 42 | 100E 909, 909A, 934 (hétvége hajnalban), 950, 950A, 979, 979A                                                            |
| 30 | Astoria M                                   | 38 | 100E 907, 907A, 908, 908A, 909, 909A, 916, 931, 931A, 934 (hétvége hajnalban), 950, 950A, 956, 973, 973A, 979, 979A, 990 |
| 34 | Deák Ferenc tér M                           | 36 | 100E 909, 909A, 916, 931, 931A, 934 (hétvége hajnalban), 950, 950A, 979, 979A, 990                                       |
| 35 | Szent István Bazilika                       | 34 | 931, 934 (hétvége hajnalban), 950, 950A, 979, 979A (hétvége hajnalban)                                                   |
| 36 | Arany János utca M                          | 33 | 931, 950, 950A |
| 37 | Báthory utca / Bajcsy-Zsilinszky út         | 32 | 931, 950, 950A |
| 39 | Nyugati pályaudvar M (Teréz körúton)        | 30 | 6 923, 931, 934, 950, 950A S50 S70 S71 S72                                                                               |
| 42 | Nyugati pályaudvar M (buszvégállomáson)     | ∫  | 6 923, 931, 934, 950, 950A S50 S70 S71 S72                                                                               |
| 44 | Lehel tér M                                 | 26 | 950, 950A |
| 45 | Dévai utca                                  | 24 | |
| 46 | Lehel utca / Dózsa György út                | 23 | |
| 47 | Hun utca                                    | 22 | |
| 48 | Lehel utca / Róbert Károly körút            | 21 | 901, 918 |
| 49 | Béke tér                                    | 20 | |
| 50 | Frangepán utca                              | 19 | |
| 51 | Fiastyúk utca                               | 18 | |
| 52 | Rokolya utca                                | 17 | |
| 53 | Gyöngyösi utca                              | 16 | |
| 54 | Angyalföld vasútállomás                     | 15 | S72 |
| 55 | Angyalföld kocsiszín                        | 15 | |
| 56 | Tél utca / Pozsonyi utca                    | 14 | |
| 57 | Újpest-központ M (Munkásotthon utca)        | ∫  | |
| 59 | Újpest-központ M                            | 13 | 930, 950, 950A, 996, 996A                                                                                                |
| 60 | Kiss Ernő utca                              | ∫  | |
| ∫  | Erzsébet utca                               | 11 | 950, 950A, 996, 996A |
| ∫  | Árpád üzletház                              | 11 | 950, 950A, 996, 996A |
| ∫  | Deák Ferenc utca / Rózsa utca               | 10 | |
| 61 | Újpesti rendelőintézet                      | 9  | |
| 62 | Szent László tér                            | 9  | |
| 63 | Vécsey Károly utca                          | 8  | |
| 64 | Iglói utca                                  | 7  | |
| 64 | Vadgesztenye utca                           | ∫  | |
| 65 | Erdősor út                                  | 6  | |
| 66 | Művelődési Központ                          | 5  | |
| 66 | Hajló utca                                  | 5  | |
| 67 | Óceán-árok utca                             | 4  | |
| 68 | Galopp utca                                 | ∫  | |
| 68 | Járműtelep utca                             | 3  | |
| 68 | Bőröndös utca                               | 2  | |
| 69 | Bőrfestő utca                               | 2  | |
| 70 | Káposztásmegyer, Megyeri út                 | 1  | |
| 71 | Székpatak utca                              | 0  | |
| 72 | Káposztásmegyer, Mogyoródi-patak végállomás | 0  | |